# Кавалерия Греческого королевства
 Кавалерия Греческого королевства  была преемницей греческой кавалерии эпохи Освободительной войны и далёкой предшественницей сегодняшних бронетанковых войск Греческой республики.
На протяжении почти восьми десятилетий с момента установления монархии королевской греческой кавалерии не пришлось принимать участие в каких либо серьёзных военных действиях, за исключением кратковременной тридцатидневной греко-турецкой войны 1897 года,
Однако следуя международным тенденциям развития этого рода войск, к 1912 году кавалерия Греческого королевства была готова принять участие в победоносных для греческого оружия Балканских войнах

## Греческая кавалерия в царствование короля Оттона
После завершения Освободительной войны (1821—1829) была предпринята попытка организации всех секторов функционирования современного государства.
Организация регулярной армии была одной из самых значительных первоочередных задач.
Как и другие рода армии, кавалерия прошла через эволюционный процесс, который в общих чертах был следующим:
9 февраля 1833 года был издан указ о организации армии, формирования Полка кавалеристов копьеносцев (Συντάγµατος Λογχοφόρων ιππέων (уланов).
16 мая того же года был подписан договор с Баварией, согласно которому Греция получила право вербовать в Баварии военный корпус из 3500 добровольцев офицеров и рядовых с 4-х летними обязательствами.
Среди частей которые планировались сформировать были и две илы кавалерии.
Между тем и до формирования новой армии, в Греции оставался корпус Королевской Баварской армии, который сопровождал возведённого на трон Греции баварца короля Оттона при его прибытии и насчитывал 3500 человек, включая кроме прочего 2 илы кавалерии уланов.
Этот корпус оставался в Греции год и именовался Вспомогательный корпус (Επικουρικού Σώµατος).
Та часть Указа касающаяся формирования Полка кавалеристов-копьеносцев (Συντάγµατος Λογχοφόρων Ιππέων), была непосредственно связана с кавалерией.
Полк Копьеносцев состоял из штаба и 6 ил, и насчитывал 39 офицеров и унтер-офицеров, 642 рядовых при 681 конях.
Полк базировался в городе Аргос и его первым командиром был эпилархос (Επίλαρχος — командир эскадрона) Димитриос Каллергис.
Полк был вооружён российскими винтовками.
Мундиры копьеносцев происходили из французской помощи и все были подобны французскому образцу.
Полк копьеносцев был переименован в штыковой полк (Σύνταγµα Λογχιστών) согласно королевскому указу от 13 января 1836 года и состоял из штаба и 6 ил общей численностью в 37 офицеров и унтер-офицеров, 660 рядовых при 634 конях. Разница между числом офицеров и рядовых и коней объясняется тем что не предусматривались кони для вспомогательного персонала ил в мирное время. Половина состава каждой илы была вооружена карабинами.
Существенная разница между Полком копьеносцев и Штыковым полком заключалась в том, что кавалеристы нового полка были обращены на половину в карабинеров. Карабины на вооружении полка были нарезными винтовками, которые имели более короткий ствол по сравнению с соответствующими гладкоствольными винтовками пехоты. Карабины которые использовала греческая кавалерия были баварского стандарта 1816 года и диаметра 14 мм, а также британские карабины разного типа.
В период 1833—1836 годов были куплены кони из Турции (!). Кроме этого кавалерия использовала кони которые были переданы французской армией генерала Мезона после её эвакуации из Пелопоннеса.
В тот же период были закуплены и упряжь (ιπποσκευές) из Баварии и Англии.
Были построены казармы кавалерии в городе Аргос.
Штыковой полк был расформирован согласно королевскому указу от 16 ноября 1837 года и были созданы два независимых штыковых эскадрона (Μοίρες Λογχιστών) в Аттике и Арголиде, с 3 илами в каждой из них. Каждый эскадрон имел свой собственный штаб и насчитывал 19 офицеров и 306 рядовых при 277 конях.
В следующем году были расформированы по одной иле из каждого эскадрона.
Вооружение греческих кавалеристов в эти годы состояло из изогнутой сабли с железной рукояткой, пистолета и маленькой пики, которая в своём основании имела бело-голубые ленты.
В 1843 году два эскадрона были сведены в один с двумя илами и общей численностью в 11 офицеров и 168 рядовых при 132 конях

### Участие в Конституционной революции 1843 года
Восстание греческой армии в сентябре 1843 года положило конец абсолютизму короля Оттона,.
Королевский двор был вынужден предоставить Конституцию и ограничить число баварских чиновников.
В стране была установлена конституционная монархия.
Кавалерийский полк принял активное участие в этом восстании.
Более того, его командир, полковник Димитриос Каллергис, был одним из руководителей восстания и вёл переговоры с королевским двором и дипломатическими миссиями.

### В годы Крымской войны
Новость о русско-турецкой войне, преподносившейся как война за православие, вызвала в Греции взрыв энтузиазма и милитаристскую атмосферу. Присоединение провинций, оставшихся за пределами возрождённого греческого государства, встало на повестку дня. Слухи о вытеснении православия из «Святой Земли», в пользу католиков, а также слухи об опасностях, угрожающих Вселенскому патриархату в октябре 1853 года, умножали милитаристские настроения православных греков.
Россия усиливала эту атмосферу через неопределённые обещания и заверения, поскольку вступление Греции в войну против Османской империи создавало отвлекающий военный фронт. Хотя греческий королевский двор и почти все члены правительства были сторонниками военного решения, официального вступления в войну не последовало. Но король и правительство не стали чинить препятствий для ведения негласной войны. Иррегулярные отряды добровольцев из Греческого королевства вторглись в османские провинции и при поддержке местных греческих военачальников подняли восстания:468.
Веря своей тёте, великой княгине Софии, Оттон полагал, что Австрия согласится на присоединение Фессалии к Греции. Но он не осознавал, что Британия и Франция будут противодействовать всеми силами изменению границ в ущерб Османской империи, и игнорировал присутствие флотов двух держав в Эгейском море:133.
Эта политика ставила Грецию в положение единственной европейской страны союзницы России, против альянса (Великобритания, Франция, Османская империя и Сардинское королевство), который косвенно поддерживала Австрия. Так, при негласной поддержке Греции, откуда непрерывно шли бойцы, оружие и припасы, в восстание были вовлечены регионы Эпир, Македония и Фессалия.
Повстанцы и волонтёры из Греческого королевства придерживались тактики партизанской войны, в которой участие греческой кавалерии было ограниченным.
Самым известным кавалеристом принявшим участи в этих военных действиях был 60-летний ветеран Освободительной войны 1821—1829 годов генерал-майор Христодулос Хадзипетрос, который одержал победы над османами в боях при Лутра и у города Каламбака. В своём приказе Хадзипетрос говорит о «победе над 6 тыс. осман, о захваченных 5 орудиях, 90 шатров, 600 ружей, 3-х знамёнах» и т. д..
Однако в результате дипломатического давления, а затем прямой военной интервенции Оттон был вынужден дать приказ свернуть эти военные действия.

### Кавалерия в последний период правления Оттона
В 1852 году эскадрону кавалерии была добавлена ещё одна ила и эскадрон достиг общей численности в 325 человек при 277 конях.
В 1856 году был создан конезавод Арголиды, который взял на себя подготовку кавалеристов и коней. Конезавод был упразднён через 7 лет, 24 ноября 1863 года.
В 1860 году штыковой эскадрон был переименован согласно королевскому указу от 06/09 в гиппархию (Ιππαρχία) и число ил было увеличено до четырёх. Каждая ила состояла из 4 офицеров и 93 рядовых.
В 1861 году был создан ипподром Афинского гарнизона, который взял на себя кавалерийскую подготовку своих офицеров, подготовку инструкторов верховой езды, тренировку молодых и вновь полученных коней и подготовку новобранцев кавалерии.

## Кавалерия в период правления короля Георга
Баварец Оттон был низложен в октябре 1862 года.
На трон Греции, с согласия Великих держав, был возведён король Георг из датской династии Глюксбургов;
Тот же период был отмечен значительными переменами в господствовавших до того военных догмах касательно кавалерии. С Крымской войны (1854—1855) и далее началось стремительное развитие огнестрельного оружия, немедленным следствием которого стало упразднение догмы тяжёлой кавалерии.
Во Франции император Наполеон III расформировал полки тяжёлой кавалерии уланов и сформировал из них полки лёгкой кавалерии драгунов и гусаров.
Так и в Греции копьеносная (пики) кавалерия была упразднена королевским указом от 8 ноября 1866 года. Согласно указу штыковая гиппархия (Ιππαρχία Λογχιστών) была трансформирована в лёгкую кавалерию, в гиппархию акроболистов (стрелков) (Ιππαρχία Ακροβολιστών), состоящую из штаба и 4 ил, и насчитывавшую 22 офицера и 196 рядовых при 365 конях.
В 1867 году в эту гиппархию была добавлена ещё одна ила, увеличив её силу до 26 офицеров, 491 рядовых при 444 конях.
Создание вместо тяжёлой кавалерии (копьеносцев) гиппархии стрелков, стало переходом от одной крайности к другой, поскольку акроболисты были способны только для ведения ближней разведки и непродолжительного боя в пешем строю.
Мундиры акроболистов были установлены указом от 24 мая 1868 года, с упразднением мундиров уланов и внедрением мундиров по образцу венгерских гусаров. Их вооружение состояло из сабли, карабина и пистолета французского образца.
Позже (1877) на вооружение была принята винтовка Гра.
В 1868 году была сформирована королевская гвардия (Βασιλική Φρουρά) под древним именем элитных частей, Агема («Αγηµα») и под командованием генерала или полковника.
Королевская гвардия состояла из штаба, двух пехотных рот и одной кавалерийской илы.
Ила насчитывала 4 офицеров и 96 рядовых, все при конях.
Одной из особенностей Агемы было то, что её унтер-офицеры превосходили на одну степень своих коллег того же звания остальной армии, а рядовые считались равными по званию с армейскими капралами.
В 1869 были построены кавалерийские казармы в Афинах (были разрушены впоследствии при расширении Марсового поля.
В 1877 году был создан Кавалерийский полк, включавший в себя 2 эпилархии (Επιλαρχίες) и 5 ил. Полк насчитывал 845 человек при 798 конях, Двумя годами позже Полк насчитывал 633 человек при 584 конях. Однако в случае войны и мобилизации сила Полка увеличивалась до 919 человек при 835 конях и 86 мулов.
В период 1880—1881 годов были созданы 3 отдельные гиппархии, каждая из которых состояла из 5 кавалерийских ил и одной пешей, общей силой в 2852 человек при 2487 конях.
Годом позже кавалерия была организована в 4 гиппархии но с 4 илами каждая и насчитывала 1500 человек, из которых всадников было 1308.
Законом от 22 июня 1884 года было разрешено вступление в греческую армию в звании младшего лейтенанта греческих граждан, которые были выпускниками иностранных военных училищ.
Этот закон был использован почти исключительно только в кавалерии и в течение ряда лет в греческую кавалерию поступили на службу офицеры выпускники кавалерийского училища из итальянской Модены и других западноевропейских кавалерийских училищ.
В том же году в Афинах было создано кавалерийское училище, в которое был включён и ипподром Королевской гвардии и гарнизона Афин, с целью подготовки достаточного числа инструкторов верховой езды и выездки лошадей.
В 1885 году, вместо 3 гиппархий, были образованы 1-й, 2-й и 3-й кавалерийские полки, каждый из которых состоял из 4 ил. В том же году при Военном министерстве было создано Бюро кавалерии.
В 1886 году в страну было импортировано большое число коней и сопутствующего кавалерийского снабжения. В том же году началось строительство казарм кавалерии в городе Лариса.
Аннексия Восточной Румелии Болгарией в 1885—1886 годах вызвала мобилизацию греческой армии, перед завершением которой 1 мая 1886 года греческая кавалерия насчитывала 2951 человек при 2476 конях.
В 1888 году на Марсовом поле в Афинах рядом с казармами был построен крытый ипподром, получивший имя полковника Мелеагру (Ιπποδρόµιο Σχου Μελεάγρου), который впоследствии был снесён вместе с казармами.
В период 1887—1896 состав греческой кавалерии оставался неизменным.

### Первая Олимпиада современности
На Первой Олимпиаде современности, состоявшейся в Афинах в 1896 году, конный спорт не был представлен.
Участие греческой кавалерии в Играх было ограничено официальными церемониями и обеспечением контроля в ходе Марафонского забега.
Однако в выпущенном по случаю альбоме «Греция в период Олимпиады 1896 года» кроме прочего представлены также портреты офицеров греческой кавалерии.

## Странная война 1897 года
Тридцатичетырёхдневную войну 1897 года греческие историки считают в основном результатом международных финансовых и политических интриг.
Г. Руссос пишет, что те, кто приобрели греческие облигации до 1897 года и продали их после последовавшей войны и установления международного контроля над Грецией, сколотили огромные состояния. Среди них были не только немецкие банкиры и кайзер Вильгельм, но и греческие банкиры и члены греческой королевской семьи:224
Немецкий генерал К. Гольц, который был действительным командующим турецкой армии, в своей книге «История греко-турецкой войны», именует её «трагической опереттой»:142.
Участвовавшие в войне итальянские добровольцы, утверждали, что отход греческой армии был запланирован до начала войны. А. Чиприани писал о «предрешённом, запрограммированном отходе». Другой итальянский доброволец обращался к грекам «popolo tradito» (преданный народ). Примечательно, что и турецкий генштаб в своём докладе «признаёт мужество греческих войск», но в заключении пишет, что «греки не проявляли намерение воевать действительно» (de ne pas combattre sérieusement) и именует эту войну «симуляцией войны» (simulacre de guerre). В последней строчке этого доклада: «Следуя из этого, мы считаем, что Высшее греческое военное командование имело приказ оставлять шаг за шагом территорию, не ставя под угрозу жизни своих солдат»:144.
Эта странная война была остановлена после вмешательства российского императора Николая 5/17 мая 1897 года:193.

### Кавалерия Греческого королевства в войне 34 дней
В 1897 году перед греко-турецкой войной греческая кавалерия состояла из трёх полков, насчитывавших в общей сложности 10 кавалерийских ил и 3-5 пеших ил.
Война началась 5 (17) апреля и завершилась 8 (20) мая 1897 года.
Военные действия между греческой армией под командованием наследного принца Константина и османской армией, под командованием Этема паши продолжились 34 дня и происходили на двух военных театрах — в Фессалии (основной) и Эпире (вспомогательный).
Две греческие дивизии, Ι и ΙΙ, составляли армию Фессалии и только одна дивизия, ΙΙΙ, являлась одновременно армией Эпира.
В том что касается кавалерии, наблюдалась нехватка коней, в то время как кавалерийские полки насчитывали половину своего численного состава мирного времени и были вынуждены сформировать и илы без коней.
В общей сложности греческая кавалерия выставила 10 конных ил насчитывавших 970 клинков и 5 ил без коней.
Кавалерия была распределена следующим образом:
на фессалийском фронте -
3-й полк с 1, 2, 3 и 4 илами. С 12 апреля полк был усилен только что сформированной 6-й илой. Командиром полка до 11 апреля был подполковник кавалерии Константин Гривас (Κων. Γαρδικιώτης Γρίβας), после чего командование полком принял Димитрис Зикос (∆ηµ. Ζήκος).
Эскадрон 2-го полка, состоящий из 2-й и 3-й ил, под командованием Эмилия Карвуниса (Αιµιλίου Καρβούνη), .
4-я ила 1-го кавалерийского полка.
Пешее подразделение состоящее из 1-й, 4-й, 5-й и 6-й пешей ил 2-го кавалерийского полка 5-й пешей илы 3-го кавалерийского полка под командованием Александра Метаксаса (Αλεξ. Μεταξά).
Фронт Эпира — 1-й кавалерийский полк состоящий из 1-й, 2-й и 3-й ил под общим командованием Александра Суцоса (Αλεξ. Σούτζο) .
С 12 апреля верховное командование всей кавалерии, действовавшей в Фессалии, было возложено на подполковника кавалерии Константина Гриваса.
Однако участие (или неучастие) кавалерии в серьёзных боях в Фессалии было обусловлено её близостью к ставке наследного принца.
Кавалерия была использована в основном для прикрытия частей, в качестве ядра для сбора отступивших частей и для разведки.
3-й кавалерийский полк с успехом принял участие в бою при Делериа 11 апреля.
В попытке обеспечить военными лаврами принцев, королевский двор преувеличивал боевой вклад частей приближённых к штабу и коронованным особам, как «девственной батареи», по выражению Г Руссоса, в которой служил принц Николай:166, так и кавалерии, в операциях которой упоминается наследный принц Константин.
Так в историографии появился термин Бой у Фарсала (23 апреля).
Т. Пангалос, будущий генерал и диктатор, будучи участником событий, впоследствии писал, что у Фарсала не было никакого сражения, а лишь незначительные столкновения выдвинутых патрулей, после которых последовал очередной приказ о отступлении возглавляемых Константином 20 тысяч солдат.
Однако этого было достаточно чтобы в правительственном сообщении отметить принцев, которые таким образом почтили день ангела своего отца, короля Георга.
Пангалос пишет что это виртуальное сражение осталось в истории благодаря нескольким полотнам мобилизованного для этой цели придворного художника Георгиоса Ройлоса:168.
Между тем действительные сражения шли на правом фланге греческой армии, где командир 3-й бригады, полковник Смоленски, не подчиняясь приказам, остановил турок у Велестино.
Смоленски отразил 17 апреля атаку турецких сил, насчитывавших 8 тыс. пехотинцев, 800 всадников и артиллерию. Их потери достигли 1300 убитыми и раненными, в то время как бригада Смоленски потеряла 30 человек убитыми и 100 раненными. Это была победа, но своей победой Смоленски компрометировал наследного принца Константина, с его непрерывными отступлениями":163.
В тот же день Смоленски во главе своей бригады в 4 тыс. штыков вновь отразил атаку турок и одержал победу. В этот день турки потеряли 1 тысячу убитыми и раненными. Смоленски потерял 100 человек":171.
2-я ила 2-го кавалерийского полка и 4-я и 5-я ила пешего соединения приняли участие в первом бою при Велестино 15.4.1897.
1-я, 2-я и 3-я пешие илы приняли участие в втором бою при Велестино 17 и 18.4.1897.
Турки отступили, но ночью Смоленски получил от Константина послание о своём отходе.
Смоленски разразился криками «Позор ! Позор ! Солдаты принца, такие же как мои, могут одерживать победы, если ими командует способный командир».:172.
Когда утром турки вновь начали атаку, бригада Смоленски осталась с оголённым левым флангом. Чтобы избежать окружения, Смоленски был вынужден отступать шаг за шагом, продолжая сражаться. Бой продолжался целый день и прекратился с наступлением ночи. Ночью основные силы бригады Смоленски ускользнули с «Пилаф тепе», в направлении Волоса. Турки не решились преследовать Смоленски, но заняли Велестино и сожгли его.
В этом, третьем бое при Велестино, турки потеряли 3500 человек убитыми и ранеными, в то время как греческие потери не превысили 370 человек:173.
В третьем бою при Велестино приняли участие 2-я ила 2-го кавалерийского полка и 1-я, 2-я и 3-я илы пешего соединения.
2-я ила 2-го кавалерийского полка и 1-я, 2-я и 3-я илы пешего соединения приняли участие в бою при Велестино 23 и 24.4.1897.
Константин решился наконец дать Сражение при Домокосе (5 мая), при этом держа бригаду Смоленски на расстоянии, но и после Домокоса вновь отступил.
В этом сражении приняла участие вся кавалерия фессалийской армии, 7 конных и 5 пеших ил.

## Состояние кавалерии до начала победоносных Балканских войн (1912—1913)
К 1904 году греческая армия располагала тремя кавалерийскими полками (1-м, 2-м и 3-м), каждый из которых состоял из 4-х ил плюс две илы которые разворачивались при мобилизации.
В 1905 году кавалерийские части были вооружены винтовками Mannlicher M1895.
В 1906 году при кавалерийском училище наездников (Ιππευτική Σχολή) был создан конный ветеринарный центр (Νοσοκοµείο Κτηνών).
В целом период с окончания войны 1897 года и до 1909 года характеризуется реорганизацией армии, произведенной в основном правительствами του Теотокиса.
В августе 1909 года произошёл мятёж афинского гарнизона.
Мятёж имел явно выраженный антимонархистский характер, восставшие требовали у ограничить вмешательство королевского двора в дела армии.
Одной из основных целей движения была реорганизация и модернизация армии.
В 1910 году при Военном министерстве была создана Дирекция кавалерии (∆ιεύθυνση Ιππικού).
В рамках предпринятой движением офицеров реорганизации армии, в 1911 году в Грецию прибыла французская военная миссия возглавляемая генералом Joseph-Paul Eydoux.
Французский полковник кавалерии de Tournade принял командование 2-м кавалерийским полком в Афинах.
По указанию французской миссии был подготовлен План организации армии (Οργανισµός του Ενεργού Στρατού) (закон 3995 от 7.1.1912). Согласно этому руководству кавалерия должна была состоять из трёх полков — 1-й (Лариса), 2-й (Афины), 3-й (Кардица), причём первые два полка составляли Кавалерийскую бригаду. С 15.2.1912 новый устав вступил в силу и было сформировано первое большое кавалерийское соединение в Греции , Кавалерийская бригада.
Через 8 месяцев Греция вступила в Балканские войны, в которых Кавалерийская бригада приняла заметное участие.

### Борьба за Македонию
В начале XX века, на ещё оккупированной турками территории Македонии, греческое население столкнулось ещё с одной угрозой. Болгарские претензии на Македонию и насильственные действия сторонников болгарского экзархата, при потворстве турецких властей, против сторонников Константинопольского патриархата, вынудили греков-македонян создать отряды самообороны и вести военные действия как против турок, так и против болгар.
Несколько десятков младших офицеров оставили греческую армию и отправились добровольцами в Македонию.
При этом, учитывая тот факт что официально Греция не принимала участие в событиях, они действовали под псевдонимами.
Среди них были и офицеры кавалерии, такие как Димитрис Вардис, Панайотис Клитос, Эниан Дедусис и Иоаннис Цангаридис.
Однако военно-пропагандистская деятельность Борьбы за Македонию не отмечена участием в ней каких либо кавалерийских отрядов.